# Paphiopedilum venustoinsigne
Paphiopedilum venustoinsigne är en orkidéart som beskrevs av Udai Chandra Pradhan. Paphiopedilum venustoinsigne ingår i släktet Paphiopedilum och familjen orkidéer.
Artens utbredningsområde är Assam (Indien). Inga underarter finns listade i Catalogue of Life.